# Képviselőház (Mexikó)
A Képviselőház (spanyolul: Cámara de Diputados)  a mexikói szövetségi törvényhozás, az Unió Kongresszusának alsóháza, amelynek 500 képviselője van.

## Képviselők megválasztása
A Képviselőházban vegyes rendszer alapján osztják ki a mandátumokat: 300 mandátumot többségi rendszer értelmében egyéni választókerületi szavazás során míg a további 200 mandátumot arányos képviselet értelmében regionális pártlistás szavazás szerint osztják ki.

### Alkotmány 55. cikkelye
Azon képviselők választhatók meg a Mexikói Alkotmány 55. cikkelye szerint, aki(k):
- mexikói állampolgársággal rendelkeznek emellett Mexikóban születtek és jogilag cselekvőképes személyek.
- a választások napjáig betöltik a 21. életévüket.
- a választókerületükben élnek legalább 6 hónappal a választások előtt.
- a választások előtti 90 napig terjedő időszakban nem  tagjai a választókerületükben levő rendőri és csendőri szervezeteknek.
- a választások előtti 90 napig terjedő időszakban nem töltenek be a szövetségi kormányban államtitkári illetve államtitkár-helyettesi tisztséget.
- nem tölti be a Legfelsőbb Bíróság elnöki tisztségét, nem vállal önkormányzati, elöljárósági tisztséget valamint nem tölti be az adott mexikói állam kormányzói tisztségét és nem tölti be a Mexikóvárosi Kormányzat elnöki tisztségét.

## Összetétele

### 2015-2018
| Párt neve                      | Választókerületes szavazatok mandátumai | Arányos szavazatok mandátumai | Összesen  | +/- |
| ------------------------------ | --------------------------------------- | ----------------------------- | --------- | --- |
| Intézményes Forradalmi Párt    | 157                                     | 47                            | 204 / 500 | 9   |
| Nemzeti Akció Párt             | 55                                      | 53                            | 108 / 500 | 6   |
| Demokratikus Forradalom Pártja | 28                                      | 24                            | 52 / 500  | 48  |
| Nemzeti Újjászületési Mozgalom | 24                                      | 26                            | 50 / 500  | 35  |
| Mexikói Zöld Párt              | 21                                      | 18                            | 39 / 500  | 18  |
| Polgárok Mozgalma              | 10                                      | 10                            | 20 / 500  | 10  |
| Új Szövetség Pártja            | 1                                       | 11                            | 12 / 500  | 0   |
| Társadalmi Harc Pártja         | 1                                       | 9                             | 10 / 500  | 8   |
| Függetlenek                    | 3                                       | 2                             | 5 / 500   |     |

### 2018-2021
| Párt neve                      | Választókerületes szavazatok mandátumai | Arányos szavazatok mandátumai | Összesen  | +/- |
| ------------------------------ | --------------------------------------- | ----------------------------- | --------- | --- |
| Intézményes Forradalmi Párt    | 6                                       | 36                            | 42 / 500  | 162 |
| Nemzeti Akció Párt             | 38                                      | 41                            | 79 / 500  | 28  |
| Demokratikus Forradalom Pártja | 11                                      | 12                            | 23 / 500  | 30  |
| Nemzeti Újjászületési Mozgalom | 109                                     | 84                            | 193 / 500 | 146 |
| Mexikói Zöld Párt              | 7                                       | 10                            | 17 / 500  | 21  |
| Polgárok Mozgalma              | 16                                      | 10                            | 26 / 500  | 5   |
| Új Szövetség Pártja            | 1                                       | 0                             | 1 / 500   | 11  |
| Társadalmi Harc Pártja         | 58                                      | 0                             | 58 / 500  | 46  |
| Mexikói Munkáspárt             | 54                                      | 7                             | 61 / 500  | 55  |
| Függetlenek                    | 0                                       | 0                             | 0 / 500   | 5   |

## Fordítás
- Ez a szócikk részben vagy egészben  a   Cámara de Diputados (México) című spanyol Wikipédia-szócikk ezen változatának fordításán alapul.  Az eredeti cikk szerkesztőit annak laptörténete sorolja fel. Ez a jelzés csupán a megfogalmazás eredetét és a szerzői jogokat jelzi, nem szolgál a cikkben szereplő információk forrásmegjelöléseként.
- Ez a szócikk részben vagy egészben  a   Chamber of Deputies (Mexico) című angol Wikipédia-szócikk ezen változatának fordításán alapul.  Az eredeti cikk szerkesztőit annak laptörténete sorolja fel. Ez a jelzés csupán a megfogalmazás eredetét és a szerzői jogokat jelzi, nem szolgál a cikkben szereplő információk forrásmegjelöléseként.